# Unity (giao diện người dùng)
Unity là một là một môi trường desktop phân nhánh từ GNOME được phát triển bởi Canonical Ltd. cho hệ điều hành Ubuntu. Unity ra mắt trong phiên bản netbook edition của Ubuntu 10.10. Ban đầu nó được thiết kế để tối ưu không gian cho màn hình nhỏ của các netbooks, bao gồm một ứng dụng chuyển đổi theo chiều dọc được gọi là launcher, và các menu của các ứng dụng được gộp chung vào một Top menu bar nhằm tiết kiệm không gian.
Không giống GNOME, KDE Software Compilation, Xfce, hay LXDE, Unity không phải là một tập hợp các ứng dụng nhưng được thiết kế để sử dụng chương trình hiện có.
Unity là một phần của dự án Ayatana, một sáng kiến với dự định cải thiện trải nghiệm người dùng Ubuntu. Ngoài Unity, còn có Application Indicators và một số dự án khác như MeMenu,  notification system và ứng dụng NotifyOSD tham gia.
Ngày 5/4/2017, Mark Shuttleworth thông báo rằng công việc của Canonical với Unity sẽ kết thúc. Ubuntu 18.04 LTS, phát hành một năm sau đó, sẽ từ bỏ desktop Unity và dùng desktop GNOME 3 thay thế. Người sáng lập của UBports, Marius Gripsgård tuyên bố tổ chức này sẽ tiếp tục phát triển Unity.

## Tính năng
Giao diện người dùng Unity có một số thành phần:
- Top menu bar – một menu đa chức năng trên đầu màn hình, giúp tiết kiệm không gian, và bao gồm:

1. Thanh menu của ứng dụng đang được kích hoạt,
2. Thanh capture của cửa sổ chính của ứng dụng đang được kích hoạt bao gồm phóng to, thu nhỏ của sổ và tắt ứng dụng
3. Session menu[14] bao gồm cài đặt hệ thống chung, đăng xuất (logout), Tắt máy (shut down) và các điều khiển cơ bản tương tự,
4. Thanh thông báo chung bao gồm đồng hồ, thời tiết và tình trạng của các hệ thống cơ bản.[13]

- Launcher – một thanh dock hoạt động như một bộ chuyển đổi giữa các cửa sổ. Nhiều phiên của một ứng dụng được nhóm lại dưới cùng một biểu tượng dock, với một con số chỉ báo vào bên cạnh các biểu tượng hiển thị bao nhiêu phiên đang hoạt động.[15] Người dùng có thể lựa chọn hay không khóa một ứng dụng vào launcher. Nếu không khóa vào launcher, một ứng dụng có thể được khởi động bằng cách sử dụng Dash hoặc thông qua một menu cài đặt riêng.[16]
- Quicklist –menu truy cập của các biểu tượng trong launcher
- Dash – một một tiện ích tìm kiếm trên desktop cho phép người sử dụng để tìm kiếm một cách nhanh chóng cho cả thông tin cục bộ (các ứng dụng được cài đặt, các file vừa xem, bookmark,...) và từ xa (Twitter, Google Docs,...) và hiển thị xem trước các kết quả.[17] Tính năng tìm kiếm Dash là chủ đề của cuộc tranh cãi quyền riêng tư.
- Head-up display (HUD) – được giới thiệu cùng với Ubuntu 12.04. nó cho phép việc sử dụng các "phím nóng" để tìm kiếm trên các mục trên  top menu bar từ bàn phím, không cần sử dụng chuột, bằng cách nhấn và giữ phím Alt.[18]
- Indicators – một khu vực thông báo (tương tự OS X menu extra), chứa các hiển thị cho đồng hồ, mạng, tình trạng pin, âm lượng...
- Unity Preview là một chức năng xem trước một mục trong các kết quả tìm kiếm.
- Lens là một kênh để gửi các truy vấn tìm kiếm đến Scope và hiển thị kết quả tìm kiếm.
- Scope là một công cụ tìm kiếm của Dash. Các truy vấn tìm kiếm được gửi đến bởi Lens

Các lenses và scopes sau được cài đặt theo mặc định:
- Home lens
- Application lens là một lens tìm kiếm các ứng dụng để khởi chạy hoặc cài đặt. Các ứng dụng được lấy nguồn từ Ubuntu Software Center.
- File lens là một lens hiển thị các file từ các nguồn cục bộ (thông qua Zeitgeist) và từ xa (sử dụng tính năng tài khoản online của Unity).
  - Google Docs scope là một lens cho phép tìm kiếm file trên Google Drive.
- Music lens là một lens tìm kiếm các thư viện nhạc của người dùng.
  - Music Stores scope là một scope tìm các file nhạc trên các hệ thống lưu trữ online, ví dụ như Ubuntu One Music Store.
- Video lens là một lens tìm kiếm các videos từ thư viện của người dùng hoặc từ các dịch vụ video trực tuyến ví dụ như YouTube.
- Social lens là một lens tìm kiếm các hoạt động trên các dịch vụ mạng xã hội của người dùng như Twitter, Facebook và Google+ (thông qua tính năng tài khoản online của Unity).
- Shopping lens là một lens cho các hoạt động mua sắm online. Nó hiển thị các kết quả tìm kiếm từ Amazon.com lên trang chủ của Dash lens. Tuy nhiên, lens này có thể tạo lệnh tìm kiếm từ tất cả các lens khác. Xem Privacy controversy. Shopping lens được lọc để ngăn chặn việc tải các hình ảnh khiêu dâm.[19][20]

### Dash
Dash là một ứng dụng desktop search với khả năng xem trước. Nó cho phép tìm kiếm các ứng dụng và file. Dash hỗ trợ các plug-ins tìm kiếm, được biết là Scopes (trước đây là Lenses). Ngoài ra nó có thể truy vấn đến Google Docs, Ubuntu One Music Store, YouTube, Amazon, và mạng xã hội (ví dụ. Twitter, Facebook, và Google+). Bắt đầu từ Ubuntu 13.10,truy vấn tìm kiếm trực tuyến được gửi đến một dịch vụ web của Canonical xác định loại truy vấn và hướng chúng đến dịch vụ web của bên thứ ba thích hợp. Kết quả khiêu dâm được lọc ra.

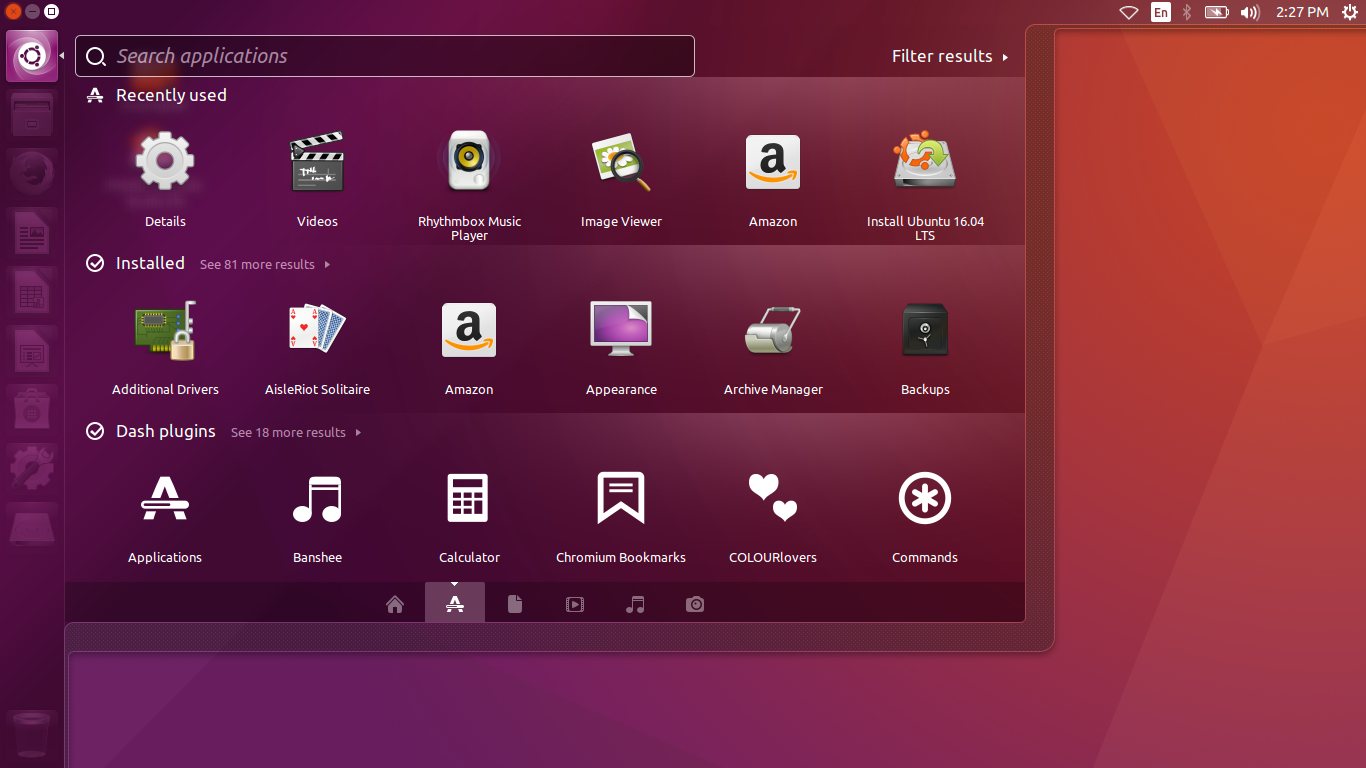
Dash, đang tìm kiếm ứng dụng trên Ubuntu 16.04

Không có sản phẩm phái sinh chính thức nào của Ubuntu (Kubuntu, Xubuntu, Lubuntu, hay Ubuntu GNOME) bao gồm tính năng này hoặc bất kỳ biến thể nào của nó.
Một trong những tính năng mới của Unity trong Ubuntu 12.10 là shopping lens. Từ tháng 10 năm 2012, nó sẽ gửi (thông qua kết nối HTTPS an toàn) các truy vấn của người dùng từ home lens đến productsearch.ubuntu.com, sau đó gửi đến Amazon.com để tìm kiếm các sản phẩm có liên quan; Amazon sau đó gửi hình ảnh sản phẩm trực tiếp đến máy tính của người dùng (ban đầu, thông qua HTTP không bảo mật). Nếu người dùng clicked một trong những kết quả này và sau đó mua một cái gì đó, Canonical đã nhận được một khoản hoa hồng nhỏ khi bán hàng.
Nhiều nhà phê bình chỉ trích nó: vì home lens là phương tiện tự nhiên để tìm kiếm nội dung trên máy cục bộ, người đánh giá lo ngại về việc tiết lộ các truy vấn được dự định là cục bộ, tạo ra vấn đề riêng tư. Tính năng này được kích hoạt theo mặc định (thay vì chọn tham gia) và nhiều người dùng có thể không biết về nó.
Ngày 23 tháng 9 năm 2012, Mark Shuttleworth bảo vệ tính năng này. Ông đã đăng bài "Home Lens của Dash sẽ cho phép bạn tìm thấy * mọi thứ * ở bất cứ đâu" và rằng shopping lens một bước đi theo hướng đó.Ông lập luận rằng tính ẩn danh được bảo tồn vì các máy chủ Canonical làm trung gian liên lạc giữa Unity và Amazon và người dùng có thể tin tưởng vào Ubuntu. Quản lý Ubuntu Community Jono Bacon đã đăng bài "Những tính năng này được tích hợp gọn gàng và không phô trương vào Dash và chúng không chỉ cung cấp một dấu gạch ngang hữu ích và toàn diện hơn trong việc cung cấp cho bạn khả năng hiển thị nội dung này mà còn tạo ra doanh thu để tiếp tục phát triển và cải thiện Ubuntu." Steven J. Vaughan-Nichols Từ ZDNet cho biết tính năng này không làm phiền anh và viết "Nếu họ có thể làm cho một số người dùng hài lòng và một số doanh thu cho công ty cùng một lúc, điều đó tốt với tôi." Ted Samson tại InfoWorld đã báo cáo các phản hồi từ Shuttleworth và Bacon nhưng vẫn chỉ trích tính năng này.
Ngày 29 tháng 10 năm 2012, the Electronic Frontier Foundation đã chỉ trích vấn đề này.Nó lập luận rằng vì hình ảnh sản phẩm (kể từ tháng 10 năm 2012) được trả về qua HTTP không an toàn, sau đó một kẻ nghe trộm thụ động, chẳng hạn như ai đó trên cùng một mạng không dây có thể hiểu được các truy vấn. Ngoài ra, Amazon có thể tương quan các truy vấn với địa chỉ IP. Nó khuyến nghị các nhà phát triển Ubuntu triển khai tính năng tùy chọn tham gia và làm cho các cài đặt quyền riêng tư của Ubuntu trở nên tốt hơn. Lưu ý rằng Dash có thể bị ngừng tìm kiếm trên Internet bằng cách tắt "Bao gồm kết quả tìm kiếm trực tuyến" trong cài đặt bảo mật của Ubuntu.
Ngày 7 tháng 12 năm 2012, Richard Stallman tuyên bố rằng Ubuntu có chứa spyware và không nên được sử dụng bởi những người hỗ trợ phần mềm tự do. Jono Bacon quở trách anh ta; ông nói rằng Ubuntu đã đáp ứng và thực hiện nhiều yêu cầu mà cộng đồng thấy quan trọng.
Kể từ tháng 9 năm 2013, hình ảnh được ẩn danh trước khi được gửi đến máy tính của người dùng.
Một thông báo pháp lý trong Dash thông báo cho người dùng về việc chia sẻ dữ liệu của họ. Nó tuyên bố rằng trừ khi người dùng đã từ chối, bằng cách tắt các tìm kiếm, các truy vấn và địa chỉ IP của họ sẽ được gửi đến productsearch.ubuntu.com và "bên thứ ba được chọn" cho kết quả tìm kiếm trực tuyến Trang Chính sách bảo mật của bên thứ ba của Ubuntu thông báo cho tất cả các bên thứ ba có thể nhận được truy vấn và địa chỉ IP của người dùng và nói: "Để biết thông tin về cách các bên thứ ba được chọn của chúng tôi có thể sử dụng thông tin của bạn, vui lòng xem chính sách bảo mật của họ."
Ngay sau khi được giới thiệu, đã có những nghi ngờ về sự phù hợp của shopping lens với Data Protection Directive của Châu Âu. Cuối 2013, những nghi ngờ này đã tạo cơ sở cho một khiếu nại chính thức trên shopping lens được đệ trình lên Information Commissioner's Office (IOC), văn phòng bảo mật dữ liệu của Vương quốc Anh. Gần một năm sau, IOC đã ra phán quyết ủng hộ Canonical, xem xét các cải tiến khác nhau được giới thiệu cho tính năng này trong thời gian đó để khiến nó tuân thủ Data Protection Directive. Tuy nhiên, phán quyết cũng nói rõ rằng tại thời điểm giới thiệu tính năng này không hợp pháp, trong số những điều khác, vì nó thiếu một tuyên bố chính sách bảo mật.
Tháng 3 năm 2014, Michael Hall phát biểu cho Canonical Ltd., chỉ ra rằng trong Unity 8, người dùng sẽ phải chọn tham gia cho mỗi tìm kiếm, sẽ được tiến hành bằng cách mở một phạm vi đặc biệt và sau đó chọn nơi tìm kiếm. Những thay đổi này sẽ giải quyết tất cả những lời chỉ trích nhằm vào Canonical và Unity trong quá khứ. Kể từ tháng 4 năm 2016, với việc phát hành Ubuntu 16.04 LTS, cài đặt được tắt theo mặc định.

## Các biến thể

### Unity for Ubuntu TV

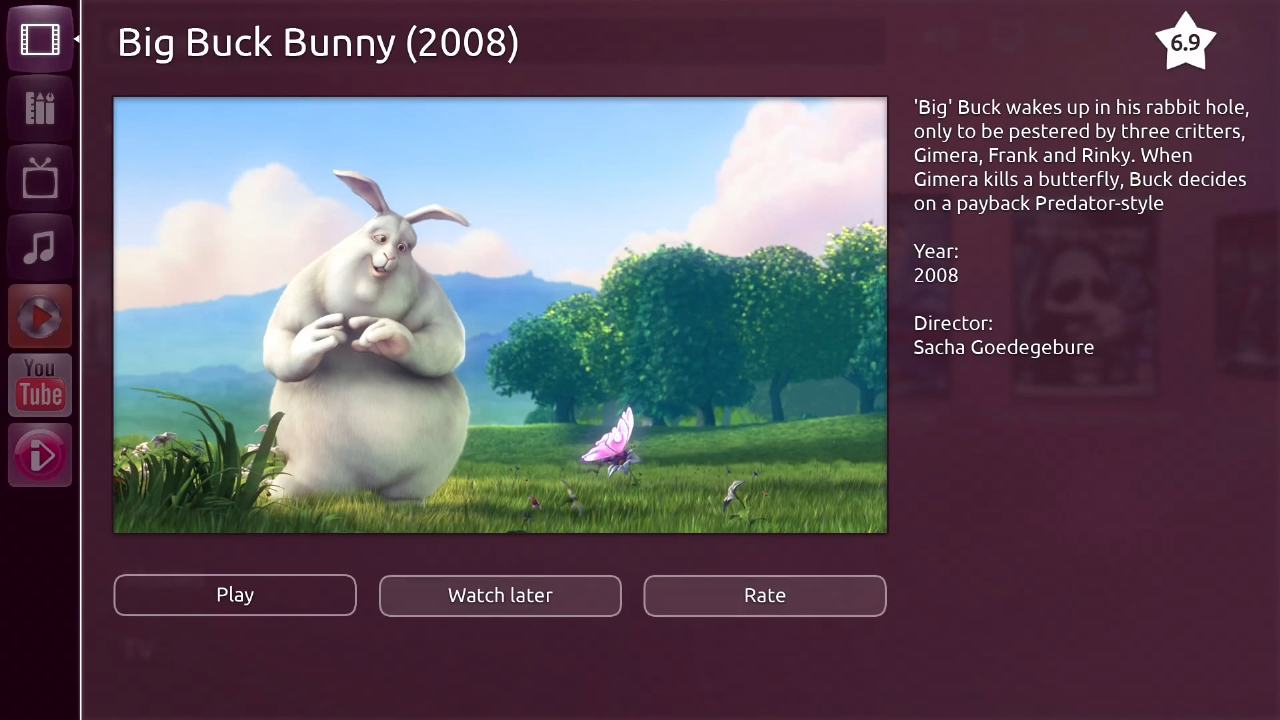
Ubuntu TV

Ubuntu TV, chạy một biến thể của Unity, được giới thiệu năm 2012  tại Consumer Electronics Show. Được phát triển cho SmartTV, Ubuntu TV cung cấp quyền truy cập vào dịch vụ trên Internet và nội dung streaming tới các thiết bị di động chạy Android, iOS và Ubuntu.

### Unity for Ubuntu Touch
Ngày 2/1/2013, Canonical đã công bố một biến thể smartphone của Unity hoạt động trên máy Mir.

### Unity 2D

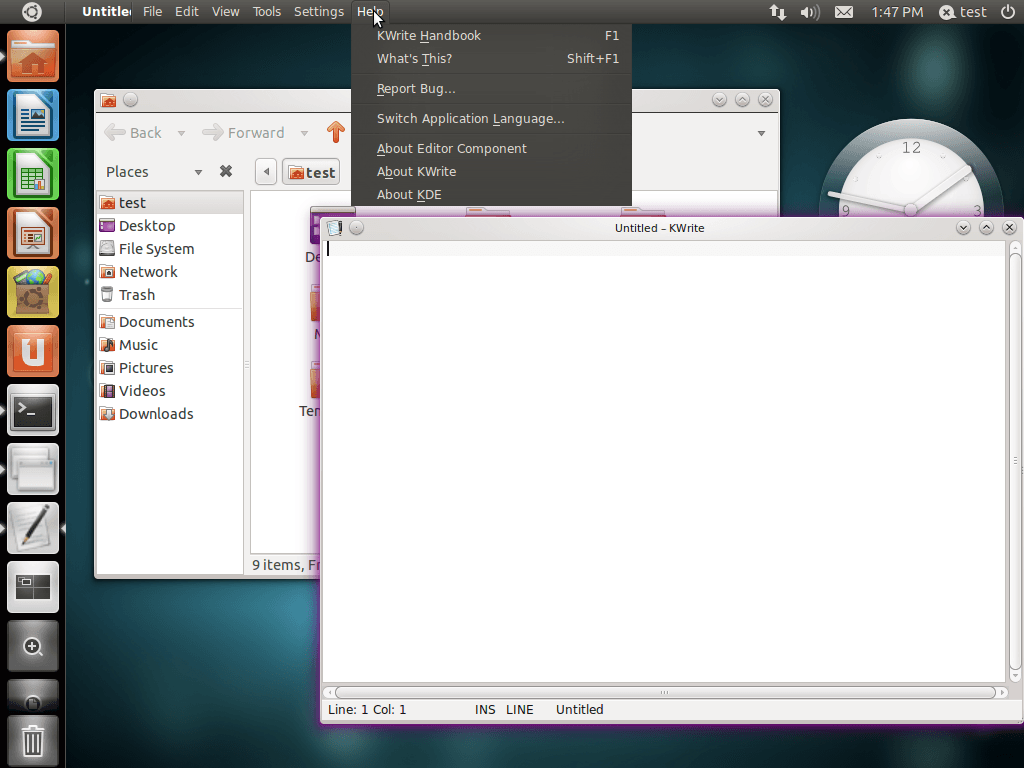
Unity 2D đang thể hiện khả năng hoạt động cùng trình quản lý của sổ và môi trường desktop khác nhau

Ban đầu Canonical duy trì hai phiên bản riêng biệt của Unity, về mặt cảm quan thì hầu như không thể phân biệt được, song về mặt kỹ thuật thì khác nhau.
Unity 3D (hay gọi tắt là Unity) được viết như một plugin cho Compiz và sử dụng một bộ công cụ OpenGL không phổ biến được gọi là Nux. Là một plugin Compiz giúp tối ưu hiệu suất Unity GPU trên các hệ thống tương thích. Nó được viết bằng các ngôn ngữ C++ và Vala.
Unity 2D là tập hợp của các ứng dụng đơn lẻ được phát triển cho các hệ thống mà Compiz không thể hoạt động, ví dụ như khi card đồ họa không hỗ trợ OpenGL. Chúng được viết trong ngôn ngữ xây dựng GUI QML từ các thư viện phổ thông của Qt framework. Mặc định Unity 2D sử dụng trình quản lý của sổ Metacity nhưng cũng có thể sử dụng quản lý cửa sổ tăng tốc như Compiz hoặc KWin. Trong Ubuntu 11.10, Unity 2D đã sử dụng bộ sắp chữ dựa trên XRender của Metacity để tạo hiệu ứng trong suốt.  Bắt đầu từ Ubuntu 11.10, Unity 2D đã thay thế GNOME Panel như thanh quản lý ứng dụng cho các hệ thống không thể chạy phiên bản Compiz của Unity.
Unity 2D bị ngừng phát triển từ bản phát hành Ubuntu 12.10 tháng 10/2012, phiên bản 3D được sử dụng để hoạt động trên các máy có cấu hình thấp.

## Tính khả dụng
Vì Unity và các dự án Ayatana hỗ trợ. được phát triển chủ yếu cho Ubuntu, Ubuntu là đơn vị đầu tiên cung cấp các phiên bản mới.
Ngoài Ubuntu, các bản phân phối Linux khác đã cố gắng chọn Ayatana, với những thành công khác nhau. Các thành phần Ayatana yêu cầu sửa đổi các ứng dụng khác, làm tăng sự phức tạp cho việc áp dụng bởi những phiên bản khác.
- Arch Linux cung cấp nhiều thành phần Ayatana, bao gồm Unity và Unity 2D, thông qua kho lưu trữ không chính thức hoặc thông qua AUR.[50]
- Fedora không cung cấp Unity trong kho lưu trữ mặc định của mình vì Unity yêu cầu các bản vá không được hỗ trợ cho GTK.[51] Tuy nhiên Unity 6 đã được port sang Fedora 17 và có thể được cài đặt thông qua một nhánh trong kho lưu trữ openSUSE nơi các bản vá được áp dụng.[52] Các phiên bản Fedora và Unity mới hơn không được hỗ trợ.[53]
- Frugalware đã chấp nhận Ayatana, bao gồm Unity và Unity 2D, như một phần của nhánh phát triển cho phiên bản Frugalware sắp tới nhưng dự án không còn được duy trì.[54]
- openSUSE cung cấp nhiều thành phần Ayatana cho GNOME.[55] Sau khi trình đóng gói từ bỏ dự án vì có vấn đề với phiên bản Compiz hiện tại,[56] các nhà phát triển mới đã nhận nhiệm vụ và cung cấp các gói cho openSUSE 12.2 (cùng với các phiên bản cho Arch Linux và Fedora 17). Các phiên bản openSUSE và Unity mới hơn không được hỗ trợ..[53]
- Manjaro có một phiên bản Unity của bản phân phối.[57]

## Phát triển
Ubuntu ban đầu sử dụng môi trường desktop Gnome đầy đủ; Người sáng lập Ubuntu, Mark Shuttleworth đã trích dẫn những khác biệt về quan điểm với nhóm GNOME về trải nghiệm người dùng để giải thích lý do tại sao Ubuntu sẽ sử dụng Unity làm giao diện người dùng mặc định thay vì GNOME Shell, bắt đầu từ tháng 4 năm 2011, với Ubuntu 11.04 (Natty Narwhal).
Tháng 11 năm 2010, Giám đốc Cộng đồng Ubuntu Jono Bacon đã giải thích rằng Ubuntu sẽ tiếp tục gửi các ngăn xếp Gnome, các ứng dụng Gnome và tối ưu hóa Ubuntu cho Gnome. Sự khác biệt duy nhất, ông viết, sẽ là Unity là shell khác của GNOME.
Canonical tuyên bố họ cũng đã thiết kế Unity cho máy tính để bàn và sẽ biến Unity thành shell mặc định cho Ubuntu trong phiên bản 11.04.
GNOME Shell không được bao gồm trong Ubuntu 11.04 Natty Narwhal vì công việc trên nó chưa hoàn thành vào thời điểm 11.04 bị đóng băng, nhưng có sẵn từ PPA, và có sẵn trong Ubuntu 11.10 và sau đó, thông qua các kho lưu trữ chính thức.
Tháng 11 năm 2010, Mark Shuttleworth tuyên bố ý định cuối cùng sẽ điều hành Unity trên Wayland thay vì X Window System, hiện đang sử dụng, mặc dù kế hoạch này đã bị hủy bỏ, thay thế Wayland bằng Mir cho Unity 8.
Tháng 12 năm 2010, một số người dùng đã yêu cầu Unity launcher (hoặc dock) có thể di chuyển từ bên trái sang các phía khác của màn hình, nhưng Mark Shuttleworth đã trả lời: "Tôi sợ rằng sẽ không hoạt động với các mục tiêu thiết kế rộng hơn của chúng tôi, vì vậy chúng tôi sẽ không thực hiện điều đó. Chúng tôi muốn launcher luôn gần với nút Ubuntu." Tuy nhiên, với Ubuntu 11.10, nút Ubuntu đã được chuyển vào launcher, khiến đối số này không hợp lệ. Có sẵn plugin của bên thứ ba để di chuyển launcher của Unity 3D xuống phía dưới.  Một tùy chọn để di chuyển launcher xuống dưới cùng của màn hình đã được chính thức triển khai trong Ubuntu 16.04.
Tính đến  năm 2010, các nhà phát triển giao diện shell Unity sử dụng bộ công cụ có tên là Nux thay vì Clutter. Unity là một plugin của trình quản lý cửa sổ Compiz, được Canonical tuyên bố là nhanh hơn Mutter, trình quản lý cửa sổ cho Gnome Shell là một plugin.
Ngày 14 tháng 1 năm 2011, Canonical cũng đã phát hành bản xem trước kỹ thuật của phiên bản "2D"  của Unity dựa trên Qt và được viết bằng QML. Unity-2D không được phát hành trên Ubuntu 11.04 CD, thay vào đó, desktop GNOME cổ điển là dự phòng cho phần cứng không thể chạy Unity.

Tháng 3/2011, những dấu hiệu công khai cho thấy xích mích giữa Canonical (và việc phát triển Unity của họ) và các nhà phát triển GNOME. Là một phần của sự phát triển Unity, các nhà phát triển Ubuntu đã gửi mã hóa API để đưa vào Gnome như một sự phụ thuộc bên ngoài. Theo Dave Neary, "... một phụ thuộc bên ngoài là một mô-đun không phải GNOME mà là một phụ thuộc của gói chứa trong một trong các bộ mô-đun GNOME," và lý do tại sao libappindicator không được chấp nhận như một phụ thuộc bên ngoài là "...nó không phù hợp với định nghĩa đó," nó có "... chức năng trùng lặp với libnotify," (Gnome Shell mặc định hiện tại) và CLA của nó không đáp ứng chính sách Gnome hiện tại. Mark Shuttleworth đã trả lời,
| “ | Đây là một thời điểm quan trọng cho sự lãnh đạo của Gnome. Tôi sẽ nói rõ rằng tôi cảm thấy cái đuôi dài của những người đóng góp tốt bụng cho các ứng dụng Gnome và các ứng dụng Gnome đang bị buông xuống bởi một quá trình ra quyết định đã cho phép các động lực cạnh tranh làm giảm phạm vi của chính Gnome. Những ý tưởng không được tạo ra "cốt lõi" phải chiến đấu hết sức khó khăn và không cần thiết để lấy oxy... có chỗ cho những ý tưởng được khám phá không nên cảm thấy như một cuộc tấn công trực diện vào trụ súng máy. Đây không phải là cách để dẫn dắt một dự án.Đây là một công thức cho một dự án mất những người tuyệt vời vào những môi trường cởi mở hơn với những cách nhìn khác nhau về thế giới... Nắm bắt những ý tưởng khác và cho phép họ cạnh tranh vui vẻ và lành mạnh là cách duy nhất để giữ sự đổi mới mà họ mang lại trong thương hiệu của bạn. Mặt khác, bạn sẽ phải chứng kiến họ đổi mới và sau đó phải "chuyển tiếp" những nỗ lực của bản thân để theo kịp, làm xấu họ trong quá trình này. Chúng tôi đã bắt đầu điều này với một tuyên bố mạnh mẽ, rõ ràng: Unity là một shell của Gnome. Bây giờ, lãnh đạo Gnome phải quyết định xem họ có muốn thành quả của cuộc thi đó là tài sản của Gnome, hoặc không. | ” |

Tháng 4 năm 2011, Mark Shuttleworth tuyên bố rằng Ubuntu 11.10 Oneiric Ocelot sẽ không bao gồm desktop Gnome cổ điển như một bản sao lưu cho Unity, không giống như Ubuntu 11.04 Natty Narwhal. Thay vào đó, Ubuntu 11.10 đã sử dụng Unity 2D dựa trên Qt cho người dùng có phần cứng không thể hỗ trợ phiên bản 3D. Tuy nhiên, desktop GNOME cổ điển (GNOME Panel) có thể được cài đặt riêng trong Ubuntu 11.10 và các phiên bản mới hơn thông qua gnome-panel, một gói trong kho lưu trữ Ubuntu.
Tại Ubuntu Developer Summit tháng 11 năm 2011, thông báo rằng Unity cho Ubuntu 12.04 sẽ không kích hoạt lại systray và sẽ tích hợp ứng dụng tốt hơn và có thể kéo lens vào trong launcher, và phiên bản 2D của Unity sẽ sử dụng các nút trang trí giống như phiên bản 3D.
Trong hội nghị lập kế hoạch cho Ubuntu 12.10, có thông báo rằng Unity 2D có thể sẽ bị loại bỏ để giúp Unity 3D chạy tốt hơn trên phần cứng cấp thấp hơn.
Tháng 7 năm 2012, tại OSCON, Shuttleworth đã giải thích một số lý do lịch sử đằng sau sự phát triển của Unity. Quyết định ban đầu để phát triển giao diện mới vào năm 2008 được thúc đẩy bởi mong muốn đổi mới và vượt qua Microsoft và Apple trong trải nghiệm người dùng. Điều này có nghĩa là một nhóm các giao diện hợp nhất có thể được sử dụng trên nhiều yếu tố hình thức thiết bị, bao gồm máy tính để bàn, máy tính xách tay, máy tính bảng, điện thoại thông minh và TV. . Shuttleworth nói "'Máy tính để bàn cũ sẽ buộc máy tính bảng hoặc điện thoại của bạn trở nên điên cuồng với những tư thế hài hước. chúng tôi nói: Screw it. Chúng tôi sẽ chuyển máy tính để bàn tới nơi cần thiết cho tương lai. [Điều này ] hóa ra là một quá trình không phổ biến sâu sắc. "
Thử nghiệm ban đầu về Unity trong quá trình phát triển đã được thực hiện trong môi trường phòng thí nghiệm và cho thấy sự thành công của giao diện, bất chấp sự phản đối của công chúng.  Tỷ lệ hoàn trả phát hành trong thế giới thực cũng chỉ ra sự chấp nhận. Shuttleworth giải thích, "ASUS đã thực hiện một thử nghiệm trong đó họ đã bán nửa triệu [netbooks và laptops Unity ] tới Đức. Không phải là một thị trường dễ dàng. Và tỷ lệ hoàn trả trên Ubuntu giống hệt như tỷ lệ hoàn trả trên Windows. Đây là chỉ số chính cho các OEM đang tìm cách làm điều này."
Sự phát triển Windows 8 và giao diện Metro của Microsoft đã trở thành một động lực bổ sung cho sự phát triển của Unity, như Shuttleworth giải thích, "we [had to] move our desktop because if we didn't we'd end up where Windows 8 is. [In Windows 8]  you have this shiny tablet interface, and you sit and you use then you press the wrong button then it slaps you in the face and Windows 7 is back. And then you think OK, this is familiar, so you're kind of getting into it and whack [Windows 8 is back]."
Tháng 3 năm 2013, kế hoạch sử dụng máy chủ hiển thị Mir đã được công bố để phát triển Unity trong tương lai, thay cho Wayland/Weston được công bố trước đó.
Tháng 4 năm 2015, thông báo rằng Unity 8 sẽ xuất xưởng như một phần của Ubuntu 16.04 LTS, hoặc có thể sau đó. Cũng lưu ý rằng phiên bản Unity này sẽ không khác biệt nhiều so với Unity 7.
Tháng 4/2016 Ubuntu 16.04 được phát hành với Unity 7, không phải Unity 8, như giao diện người dùng mặc định, mặc dù Unity 8 có thể được cài đặt thông qua kho phần mềm Ubuntu dưới dạng tùy chọn, gói xem trước. Trong một Ubuntu Online Summit, các nhân viên của Canonical cho biết mục tiêu của họ là gửi Unity 8 làm giao diện mặc định cho Ubuntu 16.10, sẽ được phát hành vào tháng 10 năm 2016. Các kế hoạch này hiện đã được thay đổi và hiện tại Unity 8 sẽ được cài đặt sẵn 16.10 nhưng không phải là mặc định.
Ngày 5/4/2017 Mark Shuttleworth tuyên bố rằng công việc của Canonical về Unity sẽ kết thúc và Ubuntu sẽ sử dụng desktop GNOME 3 thay thế. Tuy nhiên, nhóm UBports đã phân nhánh kho lưu trữ Unity 8 và tiếp tục phát triển. Hiện tại, dự án Unity 8 được duy trì và phát triển bởi UBports.

## Tiếp nhận
Các phiên bản đầu tiên của Unity nhận được nhiều ý kiến trái chiều và gây tranh cãi. Một số người đánh giá thấy có lỗi với việc triển khai và hạn chế, trong khi những người đánh giá khác nhận thấy Unity là một cải tiến so với Gnome 2 với tiềm năng tiếp tục được cải thiện theo thời gian.
Với Ubuntu 12.04, Unity nhận được đánh giá tốt.  Jack Wallen mô tả nó là một "sự tiến bộ đáng kinh ngạc". Jesse Smith mô tả nó là "hấp dẫn" và nói rằng nó đã trưởng thành. Ryan Paul cho biết Unity rất nhạy bén, mạnh mẽ và có độ tin cậy như mong đợi từ shell desktop trưởng thành.
Tính năng Dash của Unity trong Ubuntu 12.10 đã tạo ra một cuộc tranh cãi về quyền riêng tư.

### Ubuntu 10.10
Khi xem xét một phiên bản alpha của Unity, ngay sau khi nó được tiết lộ vào mùa hè năm 2010 2010, Ryan Paul của Ars Technica đã lưu ý các vấn đề tìm ra cách khởi chạy các ứng dụng bổ sung không có trên thanh dock. Ông cũng đề cập đến một số lỗi, bao gồm việc không thể theo dõi ứng dụng nào đang mở và các khó khăn quản lý cửa sổ khác. Ông nhận xét rằng nhiều trong số này có lẽ là do giai đoạn đầu của quá trình phát triển và dự kiến chúng sẽ được giải quyết theo thời gian. Paul kết luận tích cực: "Thử nghiệm của chúng tôi về nguyên mẫu Unity khiến chúng tôi tin rằng dự án có tiềm năng đáng kể và có thể mang lại nhiều giá trị cho Ubuntu Netbook Edition. Phong cách hình ảnh độc đáo của nó kết hợp tuyệt vời với chủ đề mặc định mới của Ubuntu và mô hình tương tác cơ bản của nó có vẻ hấp dẫn và phù hợp với màn hình nhỏ." Trong một bài đánh giá mở rộng về Ubuntu 10.10 ngay sau khi phát hành vào tháng 10 năm 2010, Paul đã quan sát thêm về Unity, lưu ý rằng "Unity rất tham vọng và cung cấp trải nghiệm điện toán khác biệt đáng kể so với desktop Ubuntu thông thường". Ông kết luận rằng "Bộ chọn [ứng dụng] hấp dẫn trực quan, nhưng chúng dễ dàng là phần yếu nhất trong trải nghiệm người dùng Unity. Hiệu suất kém làm giảm đáng kể giá trị của chúng khi sử dụng hàng ngày và thiếu chức năng quản lý file thực tế làm cho bộ chọn file trở nên vô dụng. Tuy nhiên, các khái niệm cơ bản đằng sau thiết kế của chúng là tốt, và chúng có tiềm năng trở nên có giá trị hơn nhiều trong tương lai khi sự thống nhất trưởng thành."

### Ubuntu 11.04
Tháng 3/2011, cây bút Benjamin Humphrey của OMG Ubuntu đã chỉ trích phiên bản phát triển của Unity sau đó được thử nghiệm cho Ubuntu 11.04 trên một số lý do, bao gồm cả quá trình phát triển bị tách khỏi trải nghiệm người dùng, thiếu phản hồi của người dùng, "sự thiếu giao tiếp dường như không thể tin được mà nhóm thiết kế đã có"  giao diện người dùng được ông mô tả là" lộn xộn và không nhất quán ". Tuy nhiên, nói chung, ông kết luận rằng "Unity không phải là tất cả đều tệ... Mặc dù một số khái niệm trong Unity có thể bị sai sót từ quan điểm thiết kế, nhưng ý tưởng thực tế không phải là như vậy, và Canonical xứng đáng được hoan nghênh khi cố gắng khởi động desktop nguồn mở trì trệ với Unity khi các lựa chọn thay thế không gợi lên sự tự tin."
Nngày 14 tháng 4 năm 201 Ryan Paul đã xem xét Unity như được triển khai trong Ubuntu 11.04 beta, chỉ hai tuần trước khi phát hành ổn định. Ông báo cáo rằng Unity đang trên đường đưa vào Natty Narwhal, mặc dù lịch trình phát triển đầy tham vọng. Ông chỉ ra rằng: "sự chú ý chặt chẽ đến chi tiết tỏa sáng ở nhiều khía cạnh của. Thanh thực đơn gọn gàng và có tính ứng dụng cao thanh bên rất hấp dẫn và có các hành vi mặc định tuyệt vời để ẩn tự động." Ông lưu ý rằng giao diện vẫn có một số điểm yếu, đặc biệt là khó khăn khi duyệt các ứng dụng không có trên dock, cũng như chuyển đổi giữa các danh mục ứng dụng. Ông lưu ý rằng, đặc biệt, "các gói ngẫu nhiên từ các kho lưu trữ, được trình bày dưới dạng các ứng dụng có sẵn để cài đặt trong trình khởi chạy, gây mất tập trung và phần lớn là không cần thiết". Paul kết luận: "Vẫn còn nhiều cơ hội để cải thiện, nhưng Unity được cho là một cải tiến mạnh mẽ so với môi trường Gnome 2.x thông thường để sử dụng hàng ngày. Độ rộng của các thay đổi có thể gây mất phương hướng cho một số người dùng, nhưng hầu hết sẽ thích những gì họ thấy khi Unity được đưa xuống desktop của họ vào cuối tháng." Hai tuần sau, ông thêm vào sự thiếu cấu hình cho những lời chỉ trích của mình. Trong một đánh giá rất chi tiết về Ubuntu 11.04 và Unity được xuất bản vào ngày 12 tháng 5 năm 2011, Paul đã kết luận thêm Unity là một sự phát triển tích cực cho Ubuntu, nhưng sự phát triển đó phải được đầu tư để làm cho nó hoạt động tốt. Ông viết, "Họ đã thực hiện một số công việc cực kỳ ấn tượng cho đến nay và đã cung cấp một desktop phù hợp để sử dụng hàng ngày, nhưng vẫn còn rất xa để hoàn thành tiềm năng đầy đủ của nó."
Ngày 25 tháng 4 năm 2011, đêm trước khi phát hành Ubuntu 11.04, nhà phê bình Matt Hartley của IT Management đã chỉ trích Unity, nói rằng "sự suy giảm môi trường máy tính để bàn Linux đang giáp ranh với sự điên rồ".
Nhà phê bình Joey Sneddon của OMG Ubuntu đã đánh giá tích cực hơn về Unity trong bài đánh giá về Ubuntu 11.04 của anh ấy, khuyến khích người dùng, "Chắc chắn nó khác biệt nhưng khác biệt không có nghĩa là xấu, điều tốt nhất nên làm là cho nó cơ hội." Ông kết luận rằng Unity trên desktop giúp "sử dụng tốt hơn không gian màn hình, bố cục giao diện trực quan và quan trọng nhất là tạo ra một desktop phù hợp với người dùng và không phải ác cảm với chúng."
Sau khi phát hành Ubuntu 11.04, người sáng lập Canonical Ltd Mark Shuttleworthchỉ ra rằng, mặc dù ông nói chung rất hài lòng với việc triển khai Unity, ông cảm thấy rằng có cơ hội để cải thiện. Shuttleworth said, "Tôi nhận thấy có vấn đề và tôi sẽ không hài lòng trừ khi chúng tôi sửa nhiều lỗi trong 11.10 ... Unity là lựa chọn tốt nhất để người dùng trung bình nâng cấp hoặc cài đặt. Có rất nhiều người không phải là người giỏi nhất, nhưng chúng tôi phải chọn một vị trí mặc định... Điều đó không có nghĩa là hoàn hảo, và sẽ rất ích kỷ khi đề xuất khác ... Tôi nghĩ rằng phần lớn của nó đã hoạt động rất tuyệt vời cả ở cấp độ kỹ thuật (Compiz, Nux) và trải nghiệm người dùng."
Khi xem xét Unity trong Ubuntu 11.04 ngày 9 tháng 5 năm 2011, Jesse Smith của DistroWatch đã chỉ trích việc thiếu tùy chỉnh, xử lý menu và các yêu cầu phần cứng của Unity, nói rằng "Thực sự không có gì ở đây cần phải tăng tốc 3D." Ông cũng lưu ý rằng "Bố cục không dịch tốt sang màn hình lớn hoặc hệ thống nhiều màn hình." Jack M. Germain của Linux Insider đã xem xét Unity vào ngày 11 tháng 5 năm 2011, cho thấy sự không thích mạnh mẽ của nó, nói: "Đưa tôi vào danh mục Ghét" và chỉ ra rằng khi quá trình phát triển diễn ra, anh ấy càng ngày càng thích nó.

### Ubuntu 11.10
Nhiều chỉ trích xuất hiện sau khi phát hành Ubuntu 11.10. Tháng 11 năm 2011 Robert Storey viết trên DistroWatch đã lưu ý rằng nhà phát triển làm việc trên Unity hiện đang chiếm quá nhiều thời gian mà ít phải làm với các lỗi Ubuntu nổi bật, dẫn đến việc phân phối không ổn định hoặc nhanh như mong muốn. Storey kết luận "Có lẽ sẽ đáng để khắc phục lỗi nếu Unity là điều tuyệt vời nhất kể từ bánh mì cắt lát - một điều tuyệt vời sẽ cách mạng hóa máy tính để bàn. Nhưng không phải. Tôi đã thử Unity, và nó rất dễ thương, nhưng không có gì để viết."
Tháng 11 năm 2011 OMG! Ubuntu! đã thực hiện một cuộc thăm dò phi khoa học hỏi độc giả "Bạn đang sử dụng môi trường máy tính để bàn nào trong Ubuntu 11.10?". Trong số 15.988 phiếu bầu, 46.78% cho biết họ đang sử dụng Unity trên GNOME Shell (28.42%), Xfce (7.58%), KDE (6.92%) và LXDE (2.7%).
Các nhà phát triển phân phối Linux dựa trên Ubuntu cũng đã cân nhắc về việc giới thiệu Unity vào đầu năm 2011, khi Unity còn ở giai đoạn sơ khai. Một số đã chỉ trích, bao gồm hai bản phân phối, căn cứ chỉ trích của họ về kiểm tra khả năng sử dụng. Marco Ghirlanda, nhà phát triển chính của ArtistX tập trung vào âm thanh và video, tuyên bố: "Khi tôi thử Unity trên máy tính với người không biết chữ, họ đã làm việc kém hiệu quả và mất nhiều thời gian để hiểu các khái niệm đằng sau nó. Khi tôi chỉ cho họ cách sử dụng nó, họ nói rằng nó rất đẹp để xem nhưng khó sử dụng." Stephen Ewen, nhà phát triển chính của UberStudent, một bản phân phối Linux dựa trên Ubuntu cho giáo dục đại học  và học sinh trung học phổ thông, nói , "Thiết kế của Unity làm giảm cả khả năng truy cập trực quan và chức năng, điều này làm giảm năng suất." Ewen cũng chỉ trích sơ đồ menu của Unity ít truy cập hơn so với trên Gnome 2, theo ông, "có nghĩa là bộ não không thể ánh xạ nhanh chóng vào các danh mục chương trình và tiểu thể loại, một lần nữa có nghĩa là năng suất giảm hơn nữa."

### Ubuntu 12.04 LTS

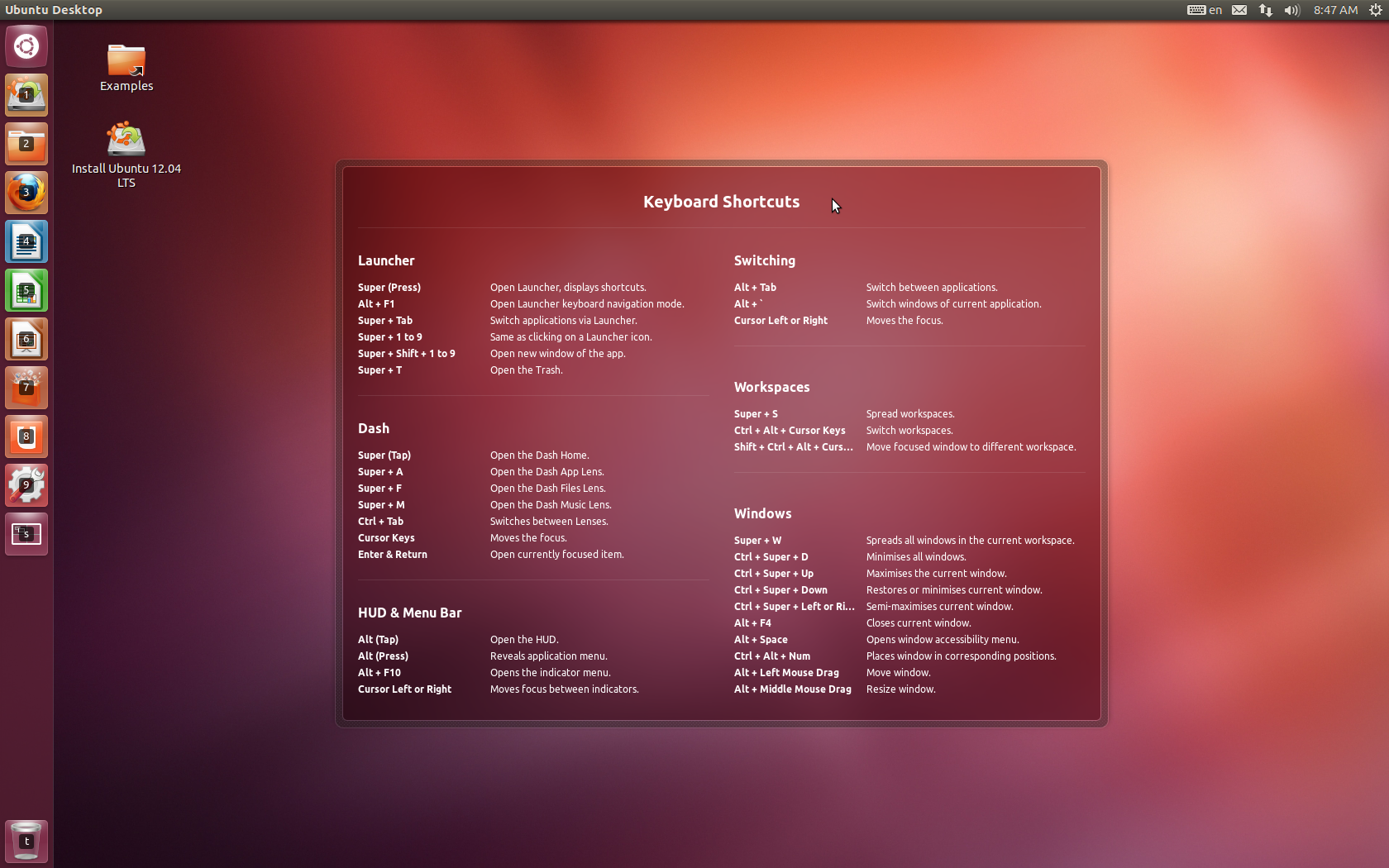
Các phím tắt của Unity trong Ubuntu 12.04 LTS

Jesse Smith của DistroWatch nói rằng nhiều người, như anh ta, đã nghi ngờ hướng đi của Ubuntu, bao gồm cả Unity. Nhưng với Ubuntu 12.04 ông cảm thấy rằng các mảnh ghép, mà cá nhân có thể đã bị áp đảo, đã kết hợp lại với nhau để tạo thành một bức tranh hoàn chỉnh, rõ ràng. Ông nói "Unity, mặc dù cách xa desktop truyền thống một bước, có một số tính năng khiến nó hấp dẫn, chẳng hạn như giảm việc di chuyển chuột. HUD có nghĩa là người mới có thể tìm thấy chức năng ứng dụng với tìm kiếm nhanh và người dùng cao cấp hơn có thể sử dụng HUD để nhanh chóng chạy các lệnh menu từ bàn phím." Ông viết rằng Unity đã trưởng thành, nhưng nói rằng ông cảm thấy phiền vì sự thiếu linh hoạt của nó.
Jack Wallen của TechRepublic—người đã chỉ trích mạnh mẽ các phiên bản đầu tiên của Unity—cho biết "Kể từ khi Ubuntu 12.04 được phát hành và tôi đã di chuyển từ Linux Mint, tôi làm việc hiệu quả hơn nhiều. Điều này thực sự không gây ngạc nhiên cho tôi, nhưng với nhiều người những kẻ gièm pha cho rằng Unity là một máy tính để bàn rất không hiệu quả... tốt, tôi có thể chính thức nói rằng họ đã sai. [...] Tôi nhận ra rằng nhiều người ngoài kia đã từ chối Unity (tôi là một trong số họ trong một thời gian dài), nhưng Tôi càng sử dụng nó, tôi càng nhận ra rằng Canonical thực sự đã làm bài tập về nhà của họ về cách giúp người dùng cuối tương tác hiệu quả hơn với máy tính của họ. Thay đổi là khó khăn. Đối với nhiều người, ý tưởng thay đổi là một khái niệm đau đớn mà họ bỏ lỡ trên một số tiến bộ đáng kinh ngạc. Unity là một trong những tiến bộ như vậy."
Ryan Paul nói Unity đã phản ứng nhanh, mạnh mẽ và có độ tin cậy như mong đợi từ desktop shell trưởng thành. Ông coi HUD là một trong một số cải tiến tuyệt vời đã giúp Unity "thậm chí tốt hơn trong Ubuntu 12.04". Tuy nhiên, ông cũng viết: "Mặc dù chất lượng của Unity đã phát triển đến mức đáp ứng mong đợi của chúng tôi, nhưng trải nghiệm người dùng vẫn còn thiếu sót theo một số cách. chưa được giải quyết. Những vấn đề này vẫn làm giảm khả năng dự đoán và dễ sử dụng của Unity."

### Ubuntu 16.04 LTS
Jack Wallen của TechRepublic,khi xem xét các thay đổi được lên kế hoạch cho Unity trong Ubuntu 16.04 LTS, đã kết luận, "Ubuntu Unity không phải là desktop mà bạn từng nghĩ. Môi trường desktop này đã phát triển thành một giao diện đẹp, hiệu quả, không đáng bị khinh miệt và chế giễu. bởi rất nhiều."